# Louder (Lea Michele)
Louder è l'album di debutto della cantante statunitense Lea Michele, pubblicato il 4 marzo 2014 dall'etichetta Columbia Records.

## Promozione
Il primo singolo dell'album, Cannonball, è stato pubblicato il 10 dicembre 2013. La track list è stata resa nota l'8 dicembre 2013, personalmente da Lea Michele sul suo account Instagram. Empty Handed è stata scritta da Christina Perri, Cue the Rain e Gone Tonight sono state inoltre co-scritte da Lea e "If You Say So" è stata scritta dalla Michele e dalla cantautrice australiana Sia.
La sua prima performance live di Cannonball è stata al The Ellen DeGeneres Show il 12 dicembre 2013. La Michele ha cantato "Cannonball" dal vivo nella finale di X Factor USA il 19 dicembre 2013. Il 27 dicembre 2013 è stata pubblicata una seconda traccia dell'album intitolata "Battlefield". La canzone è stata poi pubblicata su iTunes il 28 dicembre 2013.

## Composizione
La Michele ha confermato che If You Say So e You're Mine sono dedicate al suo fidanzato e co-star in Glee, Cory Monteith, morto il 13 luglio 2013.

## Tracce
1. Cannonball – 3:35 (testo: Sia Furler, Benny Blanco, Mikkel Storleer, Eriksen, Tor Erik Hermansen)
2. On My Way – 3:45 (testo: Ali Tamposi, Marcus Lomax ,Clarence Coffee, Jordan Johnson, Stefan Johnson)
3. Burn With You – 3:38 (testo: Chantal Kreviazuk, Adam Messinger, Nasri Atweh, Nolan Lambroza)
4. Battlefield – 4:18 (testo: Furler, Lawrence Goldings)
5. You’re Mine – 3:38 (testo: Furler, Chris Braide, John Barry, Leslie Bricusse)
6. Thousand Needles – 3:24 (testo: Tove Lo, Ali Payami)
7. Louder – 3:50 (testo: Jaden Michaels, Anne Preven, Colin Munroe)
8. Cue The Rain – 3:59 (testo: Lea Michele, Preven, Felicia Barton, Matt Rad)
9. Don’t Let Go – 3:16 (testo: Preven, Barton, Rad)
10. Empty Handed – 4:51 (testo: Christina Perri, John Shanks, David Hodges)
11. If You Say So – 4:15 (testo: Michele, Furler, Braide)

Tracce bonus dell'edizione deluxe
1. What Is Love? – 3:25 (testo: Jaden Michaels, John Lock)
2. Gone Tonight – 3:33 (testo: Michele, Preven, Barton, Christopher J. Baran, Drew Lawrence)
3. The Bells – 3:44 (testo: Preven, Scott Cutler)

## Date di pubblicazione
| Paese       | Data             | Versione         | Formato               | Etichetta |
| ----------- | ---------------- | ---------------- | --------------------- | --------- |
| Germania    | 28 febbraio 2014 | Deluxe           | Download digitale     | Columbia  |
| Francia     | 3 marzo 2014     | Standard, Deluxe | CD, download digitale | Columbia  |
| Regno Unito | 3 marzo 2014     | Standard         | Digital download      | Columbia  |
| Canada      | 4 marzo 2014     | Standard, Deluxe | CD, download digitale | Columbia  |
| Stati Uniti | 4 marzo 2014     | Standard, Deluxe | CD, download digitale | Columbia  |
| Brasile     | 4 marzo 2014     | Standard, Deluxe | CD, download digitale | Columbia  |
| Italia      | 4 marzo 2014     | Standard         | CD, download digitale | Columbia  |